# Yoji
YOJI (яп. ヨージ Ёдзи), до 2007 года известный как Ёдзи Биомеханика (яп. ヨージ・ビオメハニカ, англ. Yoji Biomehanika) — японский диджей. Ёдзи родился в 1972 году. Также использовал другие псевдонимы: Mutant DJ, Ozaka Oz, Bionico.
Настоящее имя — Ёдзи Мабути. Является одним из представителей направления хард-денс и хард-транс. Выступал на фестивалях: Sensation Black, Dance Valley, Godskitchen, Global Gathering, Mysteryland, Gatecrasher, Creamfields, HI-TECH BLACK FEST и Trance Energy.
Именно с подачи Yoji Biomehanika в Японии транс-музыка имеет весьма высокую популярность, как и сам Ёдзи.
Десятки компакт-дисков, видеотрансляций, клубная одежда, которую Ёдзи продает под своим брендом, часы от «Seiko», дизайн для которых был им разработан лично, — всё это создало так называемый «феномен Ёдзи», сделав его настоящей иконой для модной японской молодёжи.
В одном из европейских журналов его охарактеризовали как «опасный парень, который с силой достает пластинку и роняет её, или внезапно начинает ругаться со звукоинженером на сцене».
Представляя Японию на известнейших клубных и рок-фестивалях, Ёдзи ввёл моду на «японский саунд», с тех пор он участвует во многих западных фестах. Его выступления с успехом были приняты на таких фестивалях, как «Sensation Black», «Dance Valley», «Godskitchen», «Global Gathering», «Mistery Land», «Gatecrasher», «HI-TECH BLACK FEST», «Creamfilds» и «Trance Energy». Нетипичный японец с разноцветными дрэдами и одеждой в кибер-стиле, за последние годы он совершил скачок в мировых рейтингах.
Во многих странах мира он собирает большие танцполы, а его стиль высокоскоростного хард-транса и является двигающей силой для тех, кто любит танцевать под «тяжёлый бит».
Становление музыкального вкуса Ёдзи произошло на лейтмотивах жанра прогрессивного рока. Именно любовь к авангардным музыкальным традициям и стала основой его собственного музыкального стиля. Впервые став за вертушки, будучи ещё подростком, он уже сам творил тот самый авангард, которым по сей день восхищаются поклонники его творчества.
Имея за плечами серьёзную школу продюсирования, Biomehanika твёрдо уверен в том, что развитие современной музыки во всех жанрах вплотную зависит от глубокого знания и умения использовать возможности техники. Yoji Biomehanika использует в своём творчестве японскую народную музыку.
Первый альбом Yoji Biomehanika выпустил в 2001 году — «Technicolor NRG Show», второй — в 2004 году. Именно второй его диск «Tales From The Big Room», по мнению критиков, стал одним из немногих альбомов, где каждый трек по-своему уникален.
Его второй релиз «Seduction» стал гимном Ибицы в 2004 году. Этот трек вышел годом раньше, первым же релизом стала композиция «Go Mad», после которой Ёдзи стал признанным, узнаваемым диджеем со своим неповторимым стилем и подачей.
Как продюсер и музыкант Ёдзи стал известен во многом благодаря своему лейблу «Hellhouse». Выпуская собственные треки, активно занимаясь работой по написанию ремиксов с такими грандами сцены, как Ferry Corsten, DJ Scot Project, Mauro Picoto, Ёдзи имеет репутацию композитора и ремиксера.
На его треки делают ремиксы такие знаменитые музыканты, как Ferry Corsten и Scot Project, с которым Ёдзи весьма успешно сотрудничает. В списке наиболее удачных ремиксов Ёдзи — композиция «Iguana от Mauro Picotto», «Energy UK DJs», «Acid Flash» от проекта ASYS и многие другие.
Своё свободное время он старается проводить с семьей. Очень любит смотреть кино с женой, ребёнком и семью кошками, и частенько всем своим семейством посещает курорты горячего источника.
У себя на родине Ёдзи является хедлайнером на многих национальных дэнс-мероприятиях. Кроме того он уже пять лет резидент танцевального клуба «Гига».

## Дискография
- 2001 — Technicolor NRG Show
- 2002 — Greatest Works
- 2004 — Tales From The Big Room